# Kombat Sechzehn
Kombat Sechzehn ist ein deutscher Film von Mirko Borscht aus dem Jahr 2005. Er thematisiert das Abdriften eines perspektivlosen Jugendlichen in eine gewalttätige, rechtsextreme Szene, das Unvermögen des gesellschaftlichen Umfeldes, hilfreich einzugreifen, und die Chance, aus der rechtsextremen Szene auszusteigen.

## Handlung des Filmes
Der 16-jährige Georg, der sich gerade für den hessischen Landesmeistertitel im Taekwondo qualifiziert hat, muss mit seinem Vater von Frankfurt am Main nach Frankfurt (Oder) umziehen, weil dieser dort als Architekt den Großauftrag für ein deutsch-polnisches Einkaufscenter bekommen hat. Georg war bisher in einem multikulturellen Umfeld aufgewachsen und hat eine schwarze Freundin, die Tochter seines aus den USA stammenden Trainers. Durch Einsamkeit und den Verlust seiner Kampfsportkarriere verliert er sein inneres Gleichgewicht. Über Thomas, einen neuen Klassenkameraden, kommt er mit der rechtsextremen Szene in Kontakt, die er zunächst noch ablehnt. Allerdings stellt sich schnell heraus, dass die scheinbar unvereinbaren Welten von Georg und Thomas doch viele Gemeinsamkeiten aufweisen. Langsam entwickelt sich zwischen den beiden eine Freundschaft, die in der Kampfkunst und den häufigen Zitaten des von ihnen beiden hoch geschätzten Werkes Die Kunst des Krieges ihre Verknüpfungsstelle besitzt. Das Umfeld, insbesondere Georgs Familie, reagiert auf dessen Beziehung zu Personen der rechtsextremen Szene undifferenziert und hysterisch, bietet ihm aber keine sinnvolle Unterstützung an.
Nachdem er bei einem Besuch in Frankfurt am Main feststellt, dass seine Freundin ihn betrügt, findet er in seiner Verzweiflung nur bei den rechtsextremen Kameraden Zuflucht. In einer der Kernszenen des Filmes schneidet er sich selbst zunächst in einer Situation, die nach Angaben des Regisseurs an Selbstverstümmelung erinnern soll, mit dem zerschmetterten Spiegel eines Zugabteils seine Haare teilweise ab, anschließend wird ihm der „verstümmelte“ und blutende Kopf von seinen rechtsextremen Freunden ganz rasiert, die sich daraufhin in einem Akt der Solidarität ihre Köpfe selbst alle rasieren. Georg ist nun aus der Perspektive seiner Umgebung in die rechtsextreme Szene eingestiegen.
Doch kommt es innerhalb der rechtsextremen Clique immer häufiger zu Spannungen, wobei Thomas zwischen Georg und den anderen zu vermitteln versucht. Bei einem Überfall der betrunkenen, frustrierten Rechtsextremen auf einen scheinbar linken Jugendlichen wird dieser von Georg unterstützt. Dadurch wird er selbst zum Opfer. Thomas muss sich jetzt endgültig zwischen seinem neugewonnenen Freund Georg und seinen Kameraden entscheiden. Es folgt eine äußerst gewalttätige Szene, in der Georg und Thomas von den anderen brutal zusammengeschlagen werden. Der Film endet optimistisch; die beiden entscheiden sich offensichtlich, aus der rechtsextremen Szene auszusteigen.
Zum Abschluss, mit dem Blick auf Georg und Thomas, die im Dōjō des Sozialarbeiters miteinander üben, fällt ein Vorhang, der andeutet, dass vor den beiden noch ein weiter Weg liegt und dass sie sich jetzt unter schwierigen Bedingungen (unter anderem sind alle am Gewaltakt Beteiligten noch auf freiem Fuß) erst noch behaupten müssen.

## Presse
„Ohne voreilige Distanzierung und moralischen Zeigefinger“

„[Die] Lieblosigkeit in der Gestaltung und Aufnahme von Räumen gepaart mit den Drehbuchmängeln und der ambitionierten aber unreifen und wenig eleganten Bildsprache kann leider keinesfalls von packendem Spiel wettgemacht werden. Florian Bartholomäi agiert durchgehend hölzern und gibt damit den Schauspielton an.“

„Markus und seine Freunde aus Frankfurt an der Oder erfüllen jedes denkbare Ost-Nazi-Klischee(…) In diese Clique platzt Georg aus Frankfurt am Main (!), vermöbelt die Nazis – schließt sich ihnen dann aber an. Warum? Das wissen die Filmemacher anscheinend selbst nicht so genau. Schade, denn die Jungschauspieler sind ganz passabel.“

„Dies ist ein Film, der sich Blößen gibt, der provoziert und sein Publikum spaltet – kein weichgespültes, überkorrektes Versöhnungskino.“

„Ein Tritt in die Fresse“

„[Trotz einiger Probleme] ist er ein überraschender, optisch beeindruckender und schauspielerisch überdurchschnittlicher deutscher Film, der sich hinter vergleichbaren US-Produktionen und auch wesentlich teureren deutschen Filmen nicht verstecken braucht.“

„Trotz einiger dramaturgischer Schwächen und der Neigung zur Kolportage bietet der Film einem jungen Publikum wichtige Denkanstöße“

## Musik
Verwendet wurde Musik von Lunika, Einstufung (Anspielungen auf Michael Regener, genannt Lunikoff und die Band Endstufe), Hasil Adkins u. a. Die Böhsen Onkelz stellten für die Schlussszene ein Lied kostenlos zur Verfügung.
In verschiedenen Filmkritiken wurde behauptet, das Lied Unsterblich, welches als rechte Hymne in verschiedenen Szenen auftaucht, wäre ein Song von den Böhsen Onkelz. In Wirklichkeit stammt dieses Lied aber von der extra für den Film geschaffenen Band Einstufung. Nur im optimistischen Abspann wird das Lied Wenn Du wirklich willst von den Onkelz verwendet und dieses steht sowohl filmdramaturgisch als auch textlich an dieser Stelle für die Chance, sein Leben zu ändern und aus der rechten Szene auszusteigen. In einigen Kritiken wurde durch diese Falschinformation der Eindruck geweckt, die Böhsen Onkelz hätten rechtsextreme Musik zu dem Film beigetragen, was die Filmschaffenden unter anderem im Audiokommentar zum Film kritisieren.

## Titel
Der Filmtitel ist an die neonazistisch-terroristische Organisation Combat 18 angelehnt, die als bewaffneter Arm von Blood and Honour in vielen Ländern Europas, darunter auch Deutschland, aktiv ist.